# Zbigniew Dziewoński
Zbigniew Kazimierz Józef Dziewoński (ur. 27 sierpnia 1901 w Kętach, zm. 19 stycznia 1983) – polski hydrotechnik, profesor nauk technicznych, pionier Wrocławia.

## Życiorys
Urodził się 27 sierpnia 1901 r. w Kętach, w rodzinie Władysława i Kazimiery z Majewskich. Ukończył gimnazjum klasyczne w Krakowie, a następnie w latach 1919–1928 odbył studia w dziedzinie inżynierii na Politechnice Lwowskiej. Był członkiem POW. W okresie studiów brał udział w wojnach o niepodległość Polski. Po ukończeniu studiów podjął w 1929 r. pracę w Biurze Projektów Melioracji Polesia, ponadto w latach 1929–1932 pracował w urzędzie miejskim w Krakowie, a od 1933 do 1939 r. był kierownikiem Wytwórni Maszyn Chłodniczych w Warszawie. W latach 1939–1941 był biegłym w Sądzie Grodzkim w Warszawie, jednak z powodu poszukiwania przez Gestapo ukrywał się, pracując m.in. w Polskim Czerwonym Krzyżu w Warszawie i Krakowie.
10 maja 1945 r. przybył do Wrocławia jako jeden z pionierów i objął stanowisko dyrektora Zakładów Kanalizacji m. Wrocławia, a od września tego samego roku został naczelnikiem wydziału w Dyrekcji Dróg Wodnych we Wrocławiu. W 1946 r. był ekspertem polskiej delegacji na Międzynarodowej Konferencji Pokojowej, a rok później ekspertem Biura Prac Kongresowych Ministerstwa Spraw Zagranicznych, członkiem Komisji Gospodarki Wodnej w Centralnym Urzędzie Planowania i członkiem Komitetu Polsko-Czechosłowackiego ds. Drogi Wodnej Odra–Dunaj. W latach 1949–1952 był kierownikiem Biura Studiów Kanału Odra – Dunaj, Hydroprojektu i Biura Projektów Budownictwa Morskiego Oddział we Wrocławiu.
Przed 1950 r. podjął pracę na Uniwersytecie i Politechnice Wrocławskiej i w 1952 r. uzyskał stopień doktora nauk technicznych, jednak po likwidacji studiów hydrotechnicznych na Politechnice Wrocławskiej przeniósł się do Wyższej Szkoły Rolniczej, gdzie prowadził nadal prace w tym samym obszarze nauki. W 1954 r. został docentem, w 1957 r. profesorem nadzwyczajnym, a w 1968 r. profesorem zwyczajnym. W latach 1954–1956 pełnił funkcję prodziekana Wydziału Melioracji Wodnych, a od 1955 do 1959 r. prorektora Wyższej Szkoły Rolniczej. W latach 1960–1962 był profesorem na Uniwersytecie Bagdadzkim w Iraku. W latach 1968–1970 sprawował funkcję kierownika Katedry Budownictwa Wodnego Wyższej Szkoły Rolniczej we Wrocławiu. W 1971 r. przeszedł na emeryturę.
Aktywny społecznie jako członek Stronnictwa Pracy i radny Wrocławia, aktywnie uczestniczył w pracach Stowarzyszenia Inżynierów i Techników Wodnych i Melioracyjnych Federacji Stowarzyszeń Naukowo-Technicznych NOT oraz opracował pierwszy podręcznik akademicki Rolnicze zbiorniki retencyjne. Przyczynił się do rozwoju w Polsce prac nad problemem małej retencji.
Od 15 października 1925 r. był mężem Wacławy z Grabowskich.
Zmarł 19 stycznia 1983 r. i został pochowany na cmentarzu Świętej Rodziny we Wrocławiu (sektor 12-56-3).